# Rick Sanchez
Richard Sanchez (født 26. januar, 1950), normalt blot omtalt som Rick, er den ene af de to hovedpersoner i Adult Swim tegnefilmserie Rick and Morty. Figuren er skabt af Justin Roiland og Dan Harmon, og Sanches er en misantropisk, alkoholiseret videnskabsmand inspireret af Emmett "Doc" Brown fra Tilbage til fremtiden og Mister Fantastic fra Marvel Comics.
Han er kendt for sin hensynsløse, nihilistske opførsel og pessimistiske personlighed, og han er blevet godt modtaget af kritikere. Han er en sociopatisk gal videnskabsmand, der synes at vide alt i universet, og han synes derfor at livet er en traumatiserende og meningsløs oplvelse. På trods af at han opfatter sig selv som den klogeste skabning i universet, er der flere gange, hvor han tager fejl. Han er enkemand efter Diane Sanches, og far til Beth Smith, svigerfar til Jerry Smith, og mrofar til Morty og Summer Smith.
den Rick, der normalt optræder i serien, bliver omtalt som Rick C-137 af det Trans-Dimensionelle Råd af Rick'er, som er en reference til hans univers, C-137. Roiland lægger stemme til både Rick og Morty. Den første udgivelse af Rick and Morty tegneserien følger Rick og Morty i Dimension C-132, mens de fleste af de efterfølgende episoder følger Rick og Morty fra C-137; computerspillet Pocket Mortys følger Rick og Morty fra C-123.